# Ali Alipour

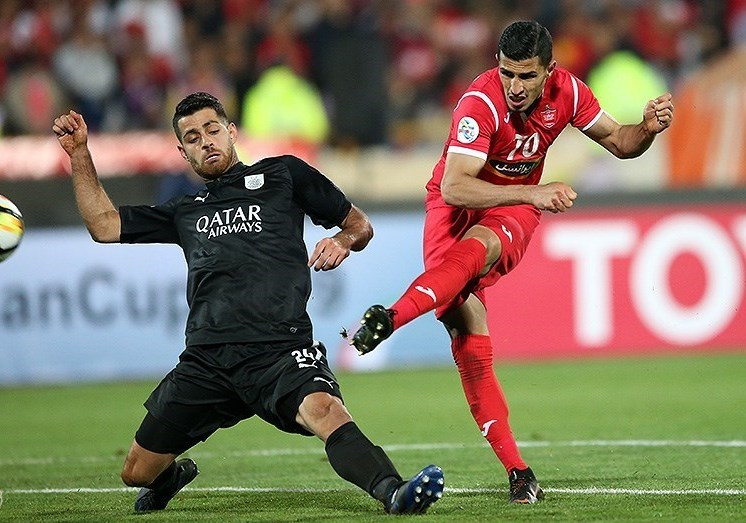
Alipour

Ali Alipour (persiska: علی علیپور), född 2 juli 1994 i Qaemshahr, är en iransk fotbollsspelare som spelar för Persepolis. Han har även representerat Irans fotbollslandslag.

## Karriär
Den 28 september 2020 värvades Alipour av portugisiska Marítimo. I maj 2022 värvades Alipour av Gil Vicente, där han skrev på ett tvåårskontrakt.
Den 19 juli 2024 blev Alipour klar för en återkomst i Persepolis, där han skrev på ett tvåårskontrakt.